# Five Live (EP)
Five Live je charitativní EP, na které svými skladbami přispěli George Michael, Lisa Stansfield a Queen.

## Seznam skladeb
1. „Somebody to Love“ – 5:17 (Queen a George Michael)
2. „Killer“ – 5:58 (George Michael)
3. „Papa Was a Rollin' Stone“ – 5:24 (George Michael)
4. „These Are the Days of Our Lives“ – 4:43 (Queen, George Michael a Lisa Stansfield)
5. „Calling You“ – 6:17 (George Michael)
6. „Dear Friends“ – 1:07 (Queen; 1974)